# Erlebnisgastronomie

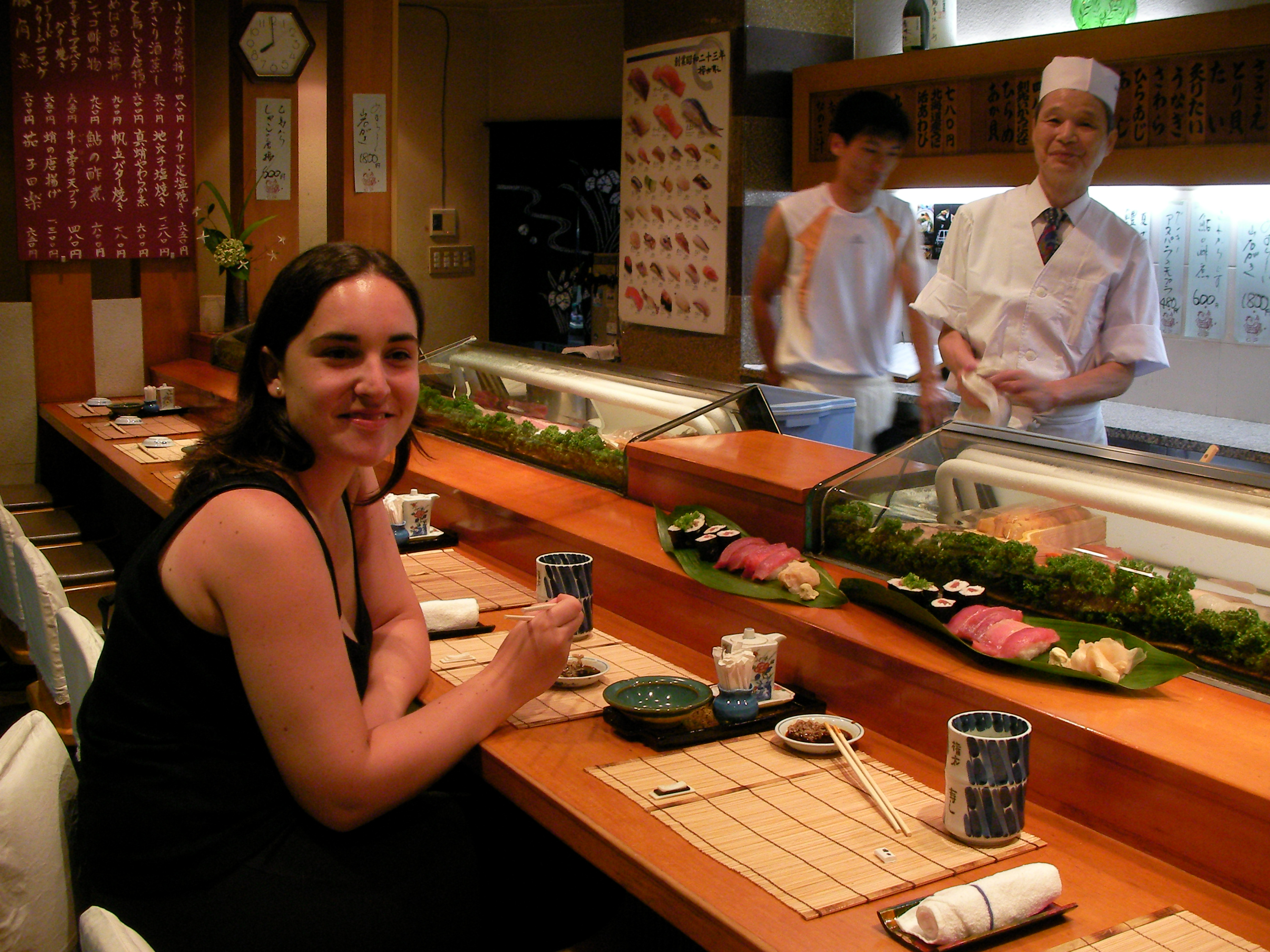
Sushi-Bar in Tokio

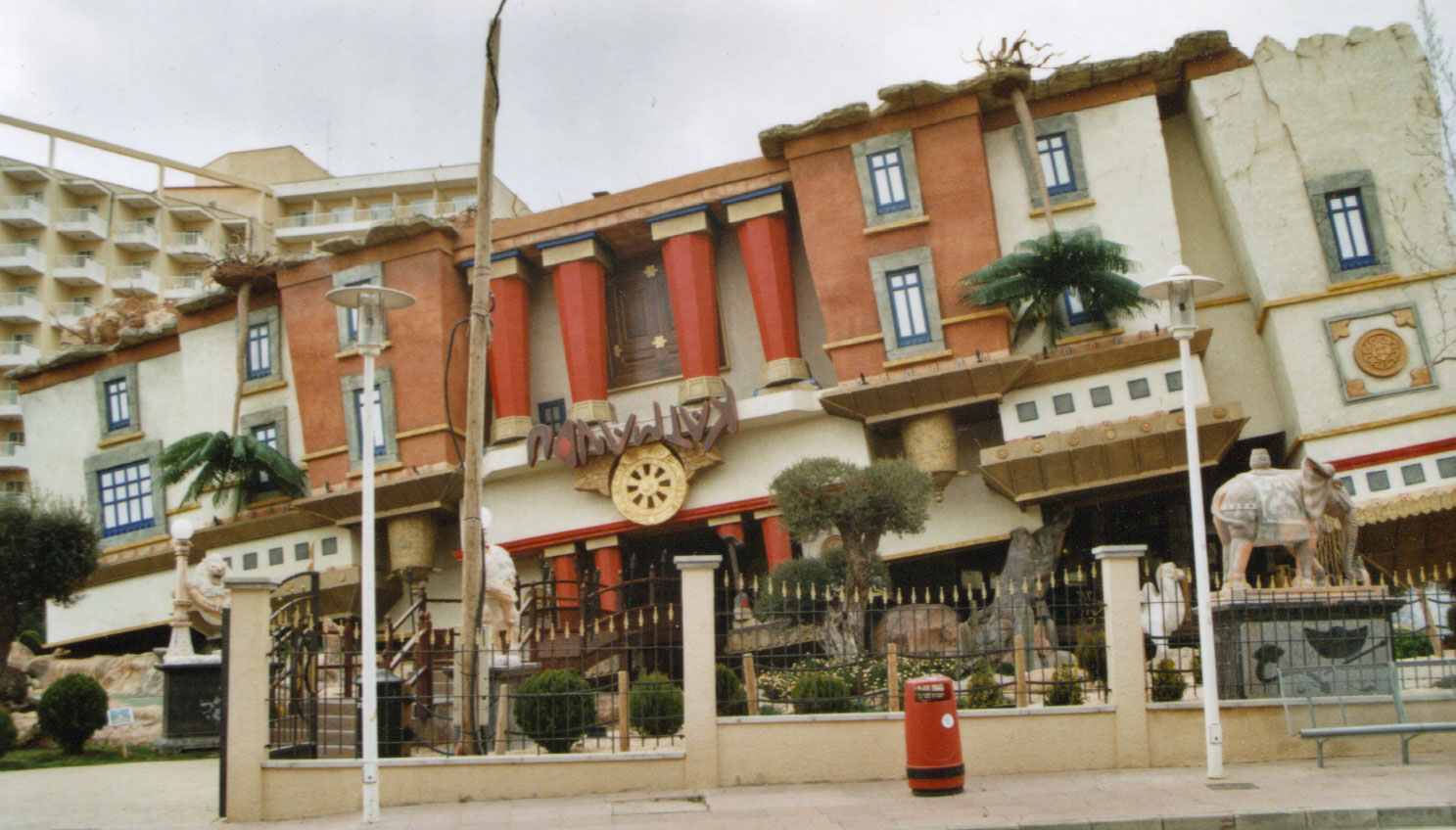
House of Katmandu auf Mallorca

Unter dem Begriff Erlebnisgastronomie versteht man gastronomische Konzepte, bei denen den Gästen nicht nur Essen, Trinken und Bewirtung, sondern zusätzliche Unterhaltung angeboten wird, sei es etwa durch eine Bühnenvorführung, Animation direkt am Tisch, Zuschauen bei der Essenszubereitung, Einbeziehung der Gäste in die Essenszubereitung, eine außergewöhnliche Inneneinrichtung, die mit dem Speisenangebot abgestimmt sein kann (Themenrestaurants), oder durch einen ungewöhnlichen Standort (Turmrestaurants).
Traditionell spielt Erlebnisgastronomie eine große Rolle in Südostasien, etwa in Japan. Weit verbreitet ist sie heute auch in den Vereinigten Staaten. Im deutschsprachigen Bereich finden sich solche Konzepte bisher erst vereinzelt, etwa in Form von Dinner-Shows. Schon in den 1920er Jahren waren allerdings Tanztees beliebt, die nicht nur im privaten Rahmen, sondern oft von Teehäusern veranstaltet wurden.

## Erlebnisgastronomie in den USA
1933 entstand in Los Angeles die erste Tiki-Bar, eine Cocktailbar, die im Tiki-Stil eingerichtet war und in der „polynesische“ Getränke wie Mai Tai oder Zombie angeboten werden.
Ein weiterer Vorreiter der Themengastronomie war die amerikanische Restaurantkette Hard Rock Cafe, deren erste Niederlassung 1971 in London eröffnet wurde. An internationaler Bekanntheit wird sie heute nur noch von Planet Hollywood übertroffen, einer Kette, die 1991 mit Förderung durch Sylvester Stallone, Bruce Willis, Demi Moore und Arnold Schwarzenegger entstand. Heute gibt es in den USA zahlreiche weitere Ketten von Themenrestaurants, darunter Bob Evans, Cracker Barrel (amerikanisches Landleben), Bubba Gump (Film Forrest Gump), Chuck E. Cheese’s (Jahrmarkt, Spielarkade), Hooters (Nachtclub-Thema), Johnny Rockets (Diner), Longhorn Steakhouse, Texas Roadhouse (Western), Medieval Times (europäisches Mittelalter, Dinner-Theater), Outback Steakhouse (Australien) und Rainforest Cafe (Dschungel). Die kleine Kette Aquarium verbindet ihre Restaurants mit sehr aufwendigen Aquarien, die eine selbstständige Besucherattraktion bilden. Dick’s Last Resort ist eine kleine Kette von „Anti-Restaurants“, die mit dem Unterhaltungswert von Kellnern spielen, die ihre Gäste gezielt unhöflich und nachlässig bedienen.
Verbreitet sind in den Vereinigten Staaten auch Restaurants, in denen die Gäste bei Tisch unterhalten werden, entweder vom Koch (Hibachi-Restaurants) oder von einem entsprechend ausgebildeten Kellner. In Max’s Opera Cafe in San Francisco zum Beispiel tragen die Kellner ihren Gästen Opernarien vor. Im New Yorker Ninja unterhalten die als japanische Partisanenkämpfer kostümierten Kellner ihre Gäste mit Zaubertricks.

## Erlebnisgastronomie in Deutschland
Das vermutlich erste erlebnisgastronomische Konzept in der DDR haben in Großräschen Ulrich und Karin Acksel ab 1965 praktiziert.
Seit den 1990er Jahren versuchen in Deutschland verschiedene Anbieter, eine Verbindung von Gastronomie und Zirkus bzw. Varieté, bei denen das Lokal in verschiedenen Städten gastiert und der Gast in einem Zelt isst, wo er zwischen den Gängen mit Akrobatiknummern und Auftritten von Clowns unterhalten wird, herzustellen. Bekannte Beispiele sind „Pomp, Duck and Circumstance“ von Hans-Peter Wodarz und der „Witzigmann Palazzo“ von Eckart Witzigmann.
Weit verbreitet haben sich in Deutschland sogenannte Krimi-Dinner. Dabei handelt es sich um mehrgängige Abendessen, bei denen Schauspieler die Gäste in ein interaktives Theaterstück, meist eine Art Detektivgeschichte, verwickeln.
Bereits 1938 beschrieb der Schriftsteller Kurt Kluge eine Erlebnisgastronomie in diesem modernen Sinne – damals allerdings noch als humorvoll gemeinte Fiktion – in seinem Roman Der Herr Kortüm (1938).
Im Jahr 2022 eröffnete im Europa-Park-Resort das Erlebnis-Restaurant Eatrenalin. Das mehrgängige gehobene Menü wird dabei im Rahmen einer zweistündigen Themenfahrt serviert, bei der die Gäste in selbstfahrenden Sesseln durch mehrere Räume geleitet werden, die mit aufwendigen Kulissen, LED-Bildschirmen, Projektionen, Musik und weiteren Effekten gestaltet sind.